# 玉夫座R

玉夫座R（R Sculptoris）是一顆位於玉夫座的紅巨星變星，距離地球約1500光年。這顆恆星因為其亮度、變光範圍和極為偏紅的原因，是業餘天文學家的有趣目標。
玉夫座R是一顆光譜類型 C6II 的碳星。因為該恆星旁的碳化合物使藍色光無法通過，因此呈現極深的紅色。該恆星因為強烈的恆星風而失去大量質量，並且有一些氣體和塵埃在恆星之外圍繞形成螺旋狀結構。
玉夫座R屬於半規則變星，視星等在9.1到12.9等之間變化。